# Округ Хокли (Тексас)
Округ Хокли (енгл. Hockley County) је округ у америчкој савезној држави Тексас. По попису из 2010. године број становника је 22.935.

## Демографија
Према попису становништва из 2010. у округу је живело 22.935 становника, што је 219 (1,0%) становника више него 2000. године.
| Група             | 2000.          | 2010.          |
| Белци             | 13.155 (57,9%) | 11.795 (51,4%) |
| Афроамериканци    | 846 (3,7%)     | 837 (3,6%)     |
| Азијати           | 30 (0,1%)      | 63 (0,3%)      |
| Хиспаноамериканци | 8.459 (37,2%)  | 9.993 (43,6%)  |
| Укупно            | 22.716         | 22.935         |